# 新党くにもり
新党くにもりは、2020年に設立された日本の政治団体。
事務所は頑張れ日本!全国行動委員会や国守衆と同じ東京都渋谷区渋谷1-1-16若草ビルA館に置く。

## 概要
2020年9月、前年に結成した国民保守党を改称して設立。
2021年10月の第49回衆議院議員総選挙では、代表の本間奈々が和歌山3区から党公認で立候補した他、千葉代表の梓まりが千葉10区から党公認で立候補したが、両者とも落選した。
2022年4月6日には元自民党衆議院議員の安藤裕が共同代表に就任。同年7月の第26回参議院議員通常選挙では、代表の本間と幹事長の三輪和雄が比例区に立候補したほか、選挙区に安藤ら8人を擁立したが、全員が落選した。
本間は9月23日に代表を退任し、26日に和歌山県知事選挙への立候補を表明。知事選出馬は党の方針に反するものであったため、党による支援は無く、無所属で挑んだが落選。本間は後に常任理事会で除名処分となり離党。後任の代表には水島総が就任した。
2023年2月3日、千葉代表の梓まりが離党。同月27日、執筆業の稲垣秀哉を大阪府知事選挙に擁立したが最下位で落選。
2024年9月14日、次回の衆議院議員総選挙に、安藤が京都6区から参政党公認候補として出馬することを表明したため事実上離党。
2025年7月20日投開票の第27回参議院議員通常選挙では、大阪府選挙区に稲垣秀哉を擁立したが落選した。

## 政策
「国民の命と大切な人生を守り抜く 親中派一掃で国民を取り戻す」ことを目標に以下を基本政策に掲げている。